# Farø
Bản mẫu:Mappositions
Farø là 1 đảo nhỏ của Đan Mạch, nằm ở giữa đảo Zealand và đảo Falster. Về giao thông, có cầu nối từ nam đảo Zealand tới Farø, rồi từ Farø tới đảo Falster. Cũng có 1 đường đê nối đảo Farø với đảo Bogø.
- Diện tích: 0,93 km².
- Dân số: 4 (1.1.2006).